# ينس جوسيك
ينس جوسيك (مواليد 8 يوليو 1965) هو مبارز بالسيف ألماني شرقي، مثّل بلاده في الألعاب الأولمبية الصيفية 1988.

## روابط رياضية
ينس جوسيك على موقع أوليمبيديا (الإنجليزية)